# Joël Bouchité
Pour les articles homonymes, voir Bouchité.
Joël Bouchité (surnommé l'Américain,), est un haut fonctionnaire français né le 22 septembre 1956 à Nîmes. Il directeur central des Renseignements généraux d'avril 2006 à juin 2008.

## Biographie
Originaire d'Alès, il est le frère d'Éric Bouchité, candidat aux élections municipales dans cette ville en 2020.
Commissaire de police puis contrôleur général de la police nationale, il a été nommé le 26 avril 2006 directeur central des Renseignements généraux (RG), en remplacement de Pascal Mailhos dont il était l'adjoint. Son départ en 2008 coïncide avec la fusion des RG et de la DST pour créer la DCRI, nouvel organe qu'il contribue à bâtir.
Le 2 juillet 2008, il devient préfet délégué à la sécurité et à la défense du Nord. Il est nommé conseiller pour la sécurité intérieure de l'Élysée par un arrêté du 15 juillet 2010, et entre en fonction le 26 juillet 2010,.
En juillet 2011, Martine Aubry l'accuse d'être à la manœuvre dans la propagation de la rumeur sur son soi-disant alcoolisme.
Joël Bouchité est préfet de l'Orne du 20 juillet 2011 , à juillet 2012.
Il est nommé, en octobre 2012, directeur adjoint et secrétaire général de l'Institut des hautes études de défense nationale, puis, le 6 février 2019, coordonnateur des contrôles aux frontières intérieures au ministère de l'Intérieur.

## Récompenses et distinctions

### Décorations
- Chevalier de l'ordre national du Mérite Il est fait chevalier le 14 mai 2004[14].